# Jindřich Nečas
Jindřich Nečas (14. prosince 1929 Praha – 5. prosince 2002 DeKalb, Illinois) byl český matematik působící v oboru parciálních diferenciálních rovnic, nelineární funkcionální analýzy a jejich aplikacích v mechanice tekutin. Za svou činnost obdržel 28. října 1998 z rukou prezidenta České republiky Václava Havla medaili Za zásluhy II. stupně.

## Kariéra
Jindřich Nečas se narodil v Praze a mládí strávil v Mělníku. V letech 1948–1952 vystudoval matematiku na přírodovědecké fakultě Univerzity Karlovy. Krátce působil na ČVUT a poté získal pozici na Matematickém ústavu Akademie věd, kde byl vedoucím oddělení parciálních diferenciálních rovnic. Působil také na Matematicko-fyzikální fakultě Univerzity Karlovy, kde byl v letech 1967–1971 vedoucím katedry matematické analýzy. Od roku 1977 přešel na fakultu definitivně a mnoho let byl vedoucím oddělení matematického modelování. Od roku 1995 působil také na Northern Illinois University v De Kalb v USA. V roce 1998 obdržel za své celoživotní dílo medaili Za zásluhy.
Jindřich Nečas byl prvním doktorským studentem významného matematika Ivo Babušky. Ve své práci se věnoval použitím funkcionálně-analytických metod při řešení parciálních diferenciálních rovnic. Při svých zahraničních cestách se setkal s J.-L. Lionsem a S. L. Sobolevem, kteří významně ovlivnili jeho další směřování. Věnoval se eliptickým rovnicím a v tomto oboru sepsal knihu Les methodes directes en theorie des equations elliptiques, která mu v roce 1966 vynesla titul DrSc. Poté se věnoval nelineární funkcionální analýze a spektrální teorii operátorů, v těchto oborech je mj. autorem knih Spectral Analysis of Nonlinear Operators a Introduction to the Theory of Nonlinear Elliptic Equations. Později se věnoval aplikacím těchto oborů v mechanice kontinua a mechanice tekutin, mimo jiné i matematické teorii Navierových–Stokesových rovnic. Mezi jeho obor zájmu patřily také numerické metody spojené s problémy mechaniky kontinua, především metoda konečných prvků.
Patřil mezi zakladatele studijního oboru matematické modelování ve fyzice a technice na Matematicko-fyzikální fakultě UK. Jeho jméno nesou tradiční semináře na Matematicko-fyzikální fakultě a na Matematickém ústavu Akademie Věd a také Nečasovo Centrum matematického modelování – společný vědecký projekt několika vědeckých institucí v České republice.
Jindřich Nečas s manželkou Zdeňkou mají dvě dcery. Starší Jindra Nečasová Nardelli je skladatelka vážné hudby, jejíž díla byla prezentována i v zahraničí. Mladší Šárka Nečasová, kráčí v otcových stopách. Po vystudování Matematické analýzy na MFF UK působí jakožto vedoucí vědecký pracovník na Matematickém ústavu Akademie věd ČR v Praze v oboru parciálních diferenciálních rovnic, mechaniky proudění a soustavy Navierových–Stokesových rovnic.
Zemřel roku 2002. Byl zpopelněn a pohřben na Vinohradském hřbitově.